# Župeča vas
Župeča vas este o localitate din comuna Brežice, Slovenia, cu o populație de 215 locuitori.